# ويليام سميث (عالم جيولوجيا)
ويليام «ستراتا» سميث (بالإنجليزية: William Smith) (23 مارس 1769 - 28 أغسطس 1839) هو عالم جيولوجيا إنجليزي، يُنسَب إليه الفضل في وضع أول خريطة جيولوجية لكافة أنحاء البلاد. ويُعرَف باسم «أبو الجيولوجيا الإنجليزية» لجمعه التاريخ الجيولوجي لإنجلترا وويلز في سجل واحد، وإن جاء التقدير لأعماله بطيئًا للغاية. فعندما نُشِرت خريطته للمرة الأولى، غض المجتمع العلمي الطرف عنه؛ إذ حالت علاقاته الأسرية ومستواه التعليمي المتواضع نسبيًا دون اختلاطه بسهولة مع مجتمع المثقفين. ومن ثم، سُرِقت أعماله، وتعرض للانهيار المادي، وقضى فترة من حياته في سجن المدينين. ولم يتلق سميث التقدير لما حققه من إنجازات سوى في مرحلة متأخرة من حياته.

## النشأة
وُلِد سميث في قرية تشرشل، أوكسفوردشير لأب كان يعمل حدادًا يُدعَى جون سميث والذي كان ينتمي بدوره لأسرة عريقة عملت بالزراعة. توفي والده وهو لا يزال في الثامنة من عمره، فتولى تربيته عمه. وفي عام 1787، وجد سميث عملاً كمساعد لإدوارد ويب في مدينة ستو أون ذا وولد بمقاطعة غلوسترشير، وهو ماسح أراضٍ. اتسم سميث بسرعة البديهة، وسرعان ما صار بارعًا في تلك المهنة. في عام 1791، سافر إلى سومرست لإجراء مسح تقييمي لضيعة ساتون كورت، والاستناد في عمله إلى عمل جون ستراتشي السابق في المنطقة. ظل سميث في تلك المنطقة لمدة ثمانية أعوام، وعمل في البداية مع ويب ثم مع شركة سومرستشير كول كانال، وعاش في تلك الأثناء في مزرعة رغبورن في قرية هاي ليتلتون.
فيما يلي مقطع من كتاباته التي وصف فيها تجاربه أثناء العيش في هاي ليتلتون وباث في سومرست.

أقمت في الفترة ما بين عامي 1791 و1795 في أحد أجزاء قصر الضيعة القديم الضخم والذي تعود ملكيته إلى السيدة جونز، وكان يُسمَى رغبورن في قرية هاي ليتلتون. سكن القصر بعد ذلك فلاح يُدَعى كورنليوس هاريس الذي سمح لي بالإقامة في القصر مقابل نصف جنيه أسبوعيًا، وإقامة حصاني مقابل نصف كراون أسبوعيًا. ولقد ذكرت كثيرًا أن إقامتي في هذا المكان كانت مميزة للغاية، فقد كان الأقرب في بريطانيا لثلاث مدن أخرى: فيبعد 10 أميال عن باث، و10 أميال عن بريستول، و12 ميلاً عن ويلز. وما يُعرَف بالطريق المختصر بين باث وويلز يمر بقرية هاي ليتلتون، لكن منزل رغبورن القديم يقع على بعد ربع ميل شرق القرية، وبنصف الطريق بينها وبين منجم فحم ميرنز. رغبورن منزل رباعي الزوايا، وأعتقد أن سقفه على شكل حرف "M" مزدوج؛ والعديد من نوافذه كانت تُسدَل ستائرها دومًا. وكان أمامه فناء مربع الشكل ومحاط بأسوار
بها بوابات للدخول بين أعمدة من القرميد أعلى درج صخري، وعلى كل جانب من البوابات المواجهة للجنوب كانت هناك كوة في الحائط اعتدت الجلوس فيها والدراسة. على أحد جانبي الفناء، اصطفت مجموعة من أشجار الليمون، والتي حجبته عن فناء المزرعة وصدت عنه الرياح الشرقية. أما على الجانب الآخر، فكانت هناك حديقة كبيرة محاطة بأسوار. وفي الطريق القريب من الفناء، اصطفت أشجار دردار جميلة بمساحة كبيرة من المرعى. كان ذلك الطريق الذي كانت العربات تسلكه عندما كان يقطن بالمنزل القائد جون بريتون الذي - وفقًا لما ذكره لي الفلاح العجوز - قيل عنه أنه من دمر نفسه بنفسه بالعمل في الفحم بضيعته. فدفع له أخوه غير الشقيق، ويليام جونز أوف ستوي ديونه مقابل قرض قيمته 1200 جنيه إسترليني، والذي بموجبه تخلى بريتون لجونز عن أملاكه في هاي ليتلتون وملكيته للقصر عند وفاته في عام 1742]]. جمعت العديد من المعلومات من العاملين القدامى في المناجم فيما يتعلق بالفحم، وقد تضمنت مناجم الفحم قديمًا أخطاء عديدة لن أذكرها هنا؛ لكنني سأركز على الوصف الدقيق للمنزل لارتباطه بعلم الجيولوجيا الآن؛ فيطلق بعض أصدقائي وطلابي عليه "جوار باث مهد الجيولوجيا. لكنني أخبرهم الآن أن بغبورن هو المكان الذي شهد مولد هذا العلم.